# Оспедалето Еуганео
Оспедалѐто Еуга̀нео (на италиански: Ospedaletto Euganeo) е градче и община в Северна Италия, провинция Падуа, регион Венето. Разположено е на 12 m надморска височина. Населението на общината е 5943 души (към 2010 г.).